# Le Duo
Le Duo est un tableau réalisé par le peintre néerlandais Hendrick ter Brugghen en 1628. De format vertical, cette huile sur toile caravagesque représente un duo mixte de chanteurs devant un fond neutre, lui assis au premier plan en train de jouer du luth, elle debout au deuxième plan en train de danser. Acquise auprès du marchand d'art Jean Neger en 1954, l'œuvre est conservée au musée du Louvre, à Paris, en France.